# Antonio Lotti
Antonio Lotti (født ca. 1667, død 5. januar 1740) var en italiensk sanger, musiker og komponist.
Han begyndte som altsanger i Markuskirken, skiftede derpå til organist og avancerede til kapelmester i kirken i 1736. Undervejs i sin udøvende karriere komponerede han også musik i en række forskellige former, blandt andet madrigaler, messer, kantater, operaer og instrumentalmusik. Han befandt sig stilmæssigt på overgangen mellem barokken og klassicismen. 
Lotti var også underviser af blandt andet Domenico Alberti, Baldassare Galuppi og Jan Dismas Zelenka, og han menes at have inspireret store komponister som Johann Sebastian Bach og Georg Friedrich Händel.

## Liv og gerning
Lotti var søn af Matteo Lotti, kapelmester ved hoffet i Hannover. Lotti sang i Markuskirkens kor allerede som barn, mens han fik sin kunstneriske uddannelse af Giovanni Legrenzi. På grund af dennes undervisning og hjælp kunne Lotti debutere på scenen allerede som 16-årig i Legrenzis opera Il Giustino
Den 31. maj 1692 blev Lotti udnævnt til andenorganist ved Markuskirken; han havde allerede vist sine færdigheder som hjælpeorganist. Den 17. august 1704 avancerede han til førsteorganist efter Giacomo Spada.
I 1716 komponerede han operaen Costantino for hoffet i Wien; partituret opbevares ved Østrigs nationalbibliotek.
Da sønnen af kurfyrst August den Stærke hørte Lottis musik under et besøg i Venedig, inviterede han ham straks til Dresden. Lotti tog imod invitationen og var ved hoffet i Dresden mellem 1717 og 1719. Her skrev han sin mest kendte opera, Teofane, til bryllupsfesten for den senere kurfyrste Friedrich august. Lotti vendte tilbage til Venedig i 1719 og komponerede ikke flere operaer, men skrev til gengæld kammermusikk og kirkelige værker.
I året 1731 indtraf en skandale ved, at den berømte komponist Giovanni Battista Bononcini hævdede, at han havde skrevet madrigalen In una siepe ombrosa. Det kunne imidlertid bevises, at madrigalen var taget fra Lottis samling Duetti, terzetti e madrigali fra 1705, og Lottis allerede udmærkede ry blev efter dette blot endnu større.
Den 2. april 1736 fik Lotti den prestigetunge stilling som Maestro di Cappella ved Markuskirken i Venedig, en post som blandt andre Claudio Monteverdi havde beklædt. Andre ansøgere var Antonio Pollarolo, Nicola Porpora og Andrea Porta. Kompositionen havde gjort Lotti temmelig velhavende, men denne stilling kunne han alligevel ikke sige nej tak til. Ellers var Lotti kendt som en udmærket lærer; blandt hans elever findes blandt ande Domenico Alberti, Giovanni Battista Bassani, Baldassare Galuppi, Quirino Gaspari, Benedetto Marcello og Jan Dismas Zelenka. Lotti havde også en begejstret tilhænger i Johann Adolf Hasse, en af tidens store operakomponister.
Antonio Lotti blev alvorligt syg i 1736 og døde 75 år gammel den 5. januar 1740. Han blev gravlagt i kirken San Geminian; gravstenen gik tabt, da kirken blev ødelagt i 1851.

## Eftermæle
Lotti anses som en sen, men værdig efterfølger efter Andrea Gabrieli, som hundrede år tidligere førte den italienske kirkemusik til et kunstnerisk højdepunkt. Den danske komponisk Henrik Rung nævner ham som et af sine forbilleder.
Nogen af Lottis operaer har været opført i nyere tid, ved Bachfest Leipzig 2004 fremførte Batzdorfer Hofkapelle operaen  Ascanio, og under Dresdner Musikfestspiele i 2009 blev operaen Teofane opført for første gang i moderne tid.